# فرودگاه شهری لانت
فرودگاه شهری لانت (به انگلیسی: Lanett Municipal Airport) یک فرودگاه همگانی بهره‌برداری هوایی است که یک باند فرود آسفالت دارد و طول باند آن ۹۶۰ متر است. این فرودگاه در شهر لنت، آلاباما کشور ایالات متحده آمریکا قرار دارد و در ارتفاع ۱۹۰ متری از سطح دریا واقع شده است.